# Порядок наследования ольденбургского престола
Великие герцоги Ольденбурга являются младшей линией Гольштейн-Готтопрской династии, младшей ветви Ольденбургской династии. Герцогский престол должен был наследоваться по принципу агнатической примогенитуры. Нынешним главой Ольденбургской герцогской семьи с 2014 года является герцог Кристиан (род. 1955), который именуется «Его Королевское Высочество Герцог Ольденбургский». Его предки правили в Великом герцогстве Ольденбург до 1918 года, когда последний великий герцог Фридрих Август II (1900—1918) был вынужден отречься от престола во время Ноябрьской революции в Германии.
11 августа 1903 года российский император Николай II отказался в пользу Фридриха Фердинанда, герцога Шлегвиг-Гольштейн-Зондербург-Глюксбургского (1885—1934), от прав династии Романовых (Гольштейн-Готторп-Романовых) претендовать на престол Великого герцогства Ольденбургского. Таким образом, если линия престолонаследия, представленная ниже угаснет, главенство в доме Ольденбург перейдет к мужским потомкам Фридриха, герцога Шлезвиг-Гольштейн-Зондербург-Глюксбургского, в результате закона об Ольденбурге от 19 октября 1904 года.

## Текущий порядок наследования

### Ольденбургский дом
- Фридрих Август II, великий герцог Ольденбургский (1852—1931)
  -  Николаус, герцог Ольденбургский (1897—1970)
    - Антон-Гюнтер, герцог Ольденбургский (1923—2014)
      -  Кристиан, герцог Ольденбургский (род. 1955)
        - (1) Герцог Александр (род. 1990)
        - (2) Герцог Филипп (род. 1991)
        - (3) Герцог Антон Фридрих (род. 1993)

    - Герцог Петер (1926—2016)
      - (4) Герцог Николаус (род. 1955)
        - (5) Герцог Кристоф (род. 1985)
        - (6) Герцог Георг (род. 1990)
        -  (7) Герцог Оскар (род. 1991)

    - Герцог Фридрих Август (1936—2017)
      -  (8) Герцог Пауль-Владимир (род. 1969)
        - (9) Герцог Кирилл (род. 2002)
        - (10) Герцог Карлос (род. 2004)
        - (11) Герцог Пауль (род. 2005)
        - (12) Герцог Луис (род. 2012)

    - (13) Герцог Гуно (род. 1940)
    - Герцог Иоганн (1940—2025)
      - (14) Герцог Константин Николаус (род. 1975)

### Герцогство Шлезвиг-Гольштейн
- Фридрих Вильгельм Шлезвиг-Гольштейн-Зондербург-Глюксбургский (1785—1831)
  - Фридрих, герцог Шлезвиг-Гольштейн-Зондербург-Глюксбургский (1814—1885)
    -  Фридрих Фердинанд, герцог Шлезвиг-Гольштейнский (1855—1934)
      -  Вильгельм Фридрих, герцог Шлезвиг-Гольштейнский (1891—1965)
        -  Петер, герцог Шлезвиг-Гольштейнский (1922—1980)
          - Кристоф, герцог Шлезвиг-Гольштейнский (1949—2023)
            - Фридрих Фердинанд, герцог Шлезвиг-Гольштейнский (род. 1985)
              - (1) Альфред, наследный принц Шлезвиг-Гольштейнский (род. 2019)
              - (2) Принц Альберт  (род. 2020)

            - (3) Принц Константин (род. 1986)
              - (4) Принц Тассило (род. 2023)

            -  (5) Принц Леопольд (род. 1991)

          -  (6) Принц Александр (род. 1953)
            -  (7) Принц Юлиан (род. 1997)

  -  Король Кристиан IX Датский (1818—1906)
    -  Король Фредерик VIII Датский (1843—1912)
      -  Король Кристиан X Датский (1870—1947)
        - Кнуд, кронпринц Дании (1900—1976)
          - (8) Ингольф, граф Розенборг (род. 1940)

      -  Король Хокон VII Норвежский (1872—1957)
        -  Король Улаф V Норвежский (1903—1991)
          -  (9) Король Харальд V Норвежский (род. 1937)
            - (10) Хокон, кронпринц Норвегии (род. 1971)
              - (11) Принц Сверре Магнус (род. 2005)

      - Принц Харальд Датский (1876—1949)
        - Олуф, граф Розенборг (1923—1990)
          - (12) Ульрик, граф Розенборг (род. 1950)
            - (13) Филипп, граф Розенборг (род. 1986)

## Порядок наследования в ноябре 1918 года
- Пётр I (великий герцог Ольденбургский) (1755—1829)
  -  Август I (великий герцог Ольденбургский) (1783—1853)
    -   Пётр II (великий герцог Ольденбургский) (1827—1900)
      -  Фридрих Август II (великий герцог Ольденбургский) (род. 1852)
        -  (1) Николай, наследный великий герцог Ольденбургский (род. 1897)

      -  (2) Герцог Георг Людвиг (род. 1855)

  -  Герцог Георг Ольденбургский (1784—1812)
    -  Герцог Пётр Ольденбургский (1812—1881)
      -  (3) Герцог Александр Ольденбургский (род. 1844)
        -  (4) Пётр Ольденбургский (род. 1868)

- Герцог Фридрих Шлезвиг-Гольштейн-Зондербург-Глюксбургский (1814—1885)
  - (5) Фридрих Фердинанд, герцог Шлезвиг-Гольштейнский (род. 1855)
    -  (6) Вильгельм Фридрих (род. 1891)
      -  (7) Принц Ганс Альбрехт (род. 1917)

  -  (8) Принц Альбрехт (род. 1863)
    - (9) Принц Фридрих Вильгельм (род. 1909)
    - (10) Принц Иоганн Георг (род. 1911)
    -  (11) Принц Фридрих Фердинанд (род. 1913).